# Велес де Гевара, Луис
Луи́с Ве́лес де Гева́ра (исп. Luis Vélez de Guevara; 1 августа 1579, Эсиха — 10 ноября 1644, Мадрид) — испанский драматург и романист. Отец драматурга Хуана Велеса де Гевары.
Потомок крещёных евреев, он обучался в университете города Осуна, после этого служил у Родриго де Кастро, кардинала-архиепископа Севильи, вероятно, был солдатом в Италии и Алжире. Вернувшись в Испанию в 1602 году, поступил на службу к графу де Салданья и впоследствии посвятил себя творчеству. Выступил последователем Лопе де Веги. Создал более четырехсот пьес, до настоящего времени сохранилось около 80.

## Сочинения
- пьесы «Служение королю дороже уз крови», «Тамерлан», «Крестьянка из Вера»
- плутовской роман «Хромой бес» (1641)